# Ružičasta kuća
Ružičasta kuća (španj. La Casa Rosada), službeno je sjedište izvršne vlasti i predsjednika Argentinske Republike. Smještena je na istočnom kraju Plaza de Mayo (hrv. Svibanjski trg), glavnom trgu u Buenos Airesu.

## Vanjske poveznice
|  | Zajednički poslužitelj ima još gradiva o temi Ružičasta kuća |

- Službene stranice